# Kokermotten
De kokermotten (Coleophoridae) zijn een familie van vlinders in de superfamilie Gelechioidea. De familie telt ongeveer 1400 soorten. De familie komt in alle werelddelen voor, maar de meerderheid van de soorten komt voor in de gematigde streken van het noordelijk halfrond. Het grootste geslacht is het soortenrijke typegeslacht Coleophora.
Het zijn in het algemeen erg kleine, slanke motten. De randen van de vleugels zijn vaak gespleten, wat een franje-achtig effect geeft.
De kleine larven voeden zich aanvankelijk met de binnenzijde van bladeren, bloemen of zaden van hun waardplant. Wanneer ze naar buiten komen om zich met de buitenzijde te voeden, bouwen ze vaak een omhulsel van beschermend, plantaardig materiaal dat met spinseldraden aan elkaar wordt gekleefd. Voor hun groei bouwen zij regelmatig een nieuw omhulsel. Aan het kokervormige omhulsel ontlenen ze hun Nederlandse naam kokermotten.
De rupsen in deze familie zijn monofaag, wat inhoudt dat ze strikt gebonden zijn aan hun voedselplanten; ook bij honger eten ze niet van andere planten.

## Geslachten
| - Abaraschia - Aesyle - Agapalsa - Amblyxena - Amselghia - Amseliphora - Apista - Apocopta - Aporiptura - Ardania - Argyractinia - Ascleriducta - Atractula - Augasma - Bacescuia - Baraschia - Belina - Benanderpia - Bima (mot) - Bourgogneja - Calcomarginia - Carpochena - Casas - Casinetella - Characia - Chedra - Chnoocera - Coleophora - Corethropoea | - Cornulivalvulia - Corythangela - Cricotechna - Damophila - Ductispira - Dumitrescumia - Duospina - Ecebalia - Enscepastra - Eupista - Eustaintonia - Falkovitshia - Frederickoenigia - Glaseria - Globulia - Glochis - Goniodoma - Hamuliella - Haploptilia - Helopharea - Helvalbia - Homaledra - Ionescumia - Ionnemesia - Iriothyrsa - Ischnophanes - Ischnopsis - Kasyfia - Klimeschja | - Klinzigedia - Kuznetzovvlia - Latisacculia - Longibacillia - Lucidaesia - Luzulina - Lvaria - Macrocorystis - Membrania - Metapista - Metriotes - Monotemachia - Multicoloria - Nasamonica - Neugenvia - Nosyrislia - Oedicaula - Omphalopoda - Orghidania - Orthographis - Oudejansia - Papyrosipha - Paravalvulia - Patzakia - Perygra - Perygridia - Phagolamia - Phylloschema - Plegmidia | - Polystrophia - Porotica - Postvinculia - Proglaseria - Protocryptis - Quadratia - Razowskia - Rhabdoeca - Rhamnia - Sacculia - Sandaloeca - Scleriductia - Stabilaria - Suireia - Symphypoda - Systrophoeca - Tocasta - Tolleophora - Tollsia - Tritemachia - Tuberculia - Ulna - Valvulongia - Vladdelia - Zagulajevia - Zangheriphora |

Van deze geslachten komen er in Nederland en België vijf voor, waaronder:
- Augasma; 1 soort in België, niet in Nederland
- Coleophora; 99 soorten in België, 101 soorten in Nederland, w.o. de Duinsilenekokermot (Coleophora galbulipennella)
- Goniodoma; 1 soort in België en Nederland
- Metriotes; 1 soort in België en Nederland

## In Nederland waargenomen soorten
- Genus: Coleophora
  - Coleophora adjunctella - (Egale ruskokermot)
  - Coleophora adspersella - (Witsprietmeldekokermot)
  - Coleophora ahenella - (Heksenmutskokermot)
  - Coleophora albicans - (Alsemkokermot)
  - Coleophora albicosta - (Gaspeldoornkokermot)
  - Coleophora albicostella - (Aardbeikokermot)
  - Coleophora albidella - (Witte wilgenkokermot)
  - Coleophora albitarsella - (Zwarte weidekokermot)
  - Coleophora alcyonipennella - (Metaalkokermot)
  - Coleophora alnifoliae - (Elzenkokermot)
  - Coleophora alticolella - (Gewone ruskokermot)
  - Coleophora anatipenella - (Witte meidoornkokermot)
  - Coleophora argentula - (Duizendbladkokermot)
  - Coleophora artemisicolella - (Bijvoetbloemkokermot)
  - Coleophora asteris - (Asterkokermot)
  - Coleophora atriplicis - (Lichtbruine meldekokermot)
  - Coleophora badiipennella - (Iepenkokermot)
  - Coleophora betulella - (Witte berkenkokermot)
  - Coleophora binderella - (Gefrommelde kokermot)
  - Coleophora boreella - (Noordse kokermot)
  - Coleophora bornicensis - (Bruine wormkruidkokermot)
  - Coleophora caelebipennella - (Bonte averuitkokermot)
  - Coleophora caespititiella - (Bieskokermot)
  - Coleophora calycotomella - (Bezembremkokermot)
  - Coleophora chalcogrammella - (Goudkokermot)
  - Coleophora clypeiferella - (Roetstreepkokermot)
  - Coleophora conspicuella - (Knoopkruidkokermot)
  - Coleophora conyzae - (Heelblaadjeskokermot)
  - Coleophora coracipennella - (Donkergrijze kokermot)
  - Coleophora cornutella - (Lichtbruine berkkokermot)
  - Coleophora coronillae - (Zwavelgele peulkokermot)
  - Coleophora currucipennella - (Okervlerkkokermot)
  - Coleophora deauratella - (Grijze metaalkokermot)
  - Coleophora deviella - (Schorrenkruidkokermot)
  - Coleophora discordella - (Rolklaverkokermot)
  - Coleophora ditella - (Zuidelijke alsemkokermot)
  - Coleophora flavipennella - (Donkere eikenkokermot)
  - Coleophora follicularis - (Koninginnekruidkokermot)
  - Coleophora fuscocuprella - (Lichte groenglanskokermot)
  - Coleophora galbulipennella - (Duinsilenekokermot)
  - Coleophora gallipennella - (Bergerwtkokermot)
  - Coleophora genistae - (Stekelbremkokermot)
  - Coleophora glaucicolella - (Bleke ruskokermot)
  - Coleophora glitzella - (Bosbeskokermot)
  - Coleophora graminicolella - (Bleke silenekokermot)
  - Coleophora granulatella - (Averuitkokermot)
  - Coleophora gryphipennella - (Rozenkokermot)
  - Coleophora hemerobiella - (Fruitboomkokermot)
  - Coleophora hydrolapathella - (Moeraskokermot)
  - Coleophora ibipennella - (Geelsnuiteikenkokermot)
  - Coleophora juncicolella - (Heidelootjeskokermot)
  - Coleophora kuehnella - (Blaasjespistoolkokermot)
  - Coleophora laricella - (Larikskokermot)
  - Coleophora lassella - (Greppelrusjeskokermot)
  - Coleophora limosipennella - (Lichte Iepkokermot)
  - Coleophora lineolea - (Andoornkokermot)
  - Coleophora lithargyrinella - (Bruine muurkokermot)
  - Coleophora lixella - (Gouden sikkelkokermot)
  - Coleophora lusciniaepennella - (Slanke wilgenkokermot)
  - Coleophora lutipennella - (Gewone eikenkokermot)
  - Coleophora maritimella - (Zeeruskokermot)
  - Coleophora mayrella - (Kamsprietkokermot)
  - Coleophora milvipennis - (Spatelvormige berkkokermot)
  - Coleophora niveicostella - (Egale sprietkokermot)
  - Coleophora obscenella - (Guldenroedekokermot)
  - Coleophora ochrea - (Zonneroosjeskokermot)
  - Coleophora ochripennella - (Geelbruine kokermot)
  - Coleophora orbitella - (Okergrijze kokermot)
  - Coleophora otidipennella - (Vroege veldbieskokermot)
  - Coleophora paripennella - (Bronskokermot)
  - Coleophora pennella - (Haartjeskokermot)
  - Coleophora peribenanderi - (Distelkokermot)
  - Coleophora potentillae - (Braamkokermot)
  - Coleophora prunifoliae - (Prunuskokermot)
  - Coleophora pyrrhulipennella - (Gestreepte heidekokermot)
  - Coleophora salicorniae - (Zeekraalkokermot)
  - Coleophora salinella - (Melkwitte meldekokermot)
  - Coleophora saponariella - (Zeepkruidkokermot)
  - Coleophora saturatella - (Driekleurige bremkokermot)
  - Coleophora saxicolella - (Donkere meldekokermot)
  - Coleophora serpylletorum - (Smallijnige tijmkokermot)
  - Coleophora serratella - (Bruingrijze kokermot)
  - Coleophora siccifolia - (Grote bladkokermot)
  - Coleophora solitariella - (Oranje muurkokermot)
  - Coleophora spinella - (Geelkopprunuskokermot)
  - Coleophora spiraeella - (Spierstruikkokermot)
  - Coleophora squalorella - (Tweevlekkokermot)
  - Coleophora sternipennella - (Ganzenvoetkokermot)
  - Coleophora striatipennella - (Muurkokermot)
  - Coleophora sylvaticella - (Veldbieskokermot)
  - Coleophora taeniipennella - (Gestreepte ruskokermot)
  - Coleophora tamesis - (Zompruskokermot)
  - Coleophora tanaceti - (Wormkruidkokermot)
  - Coleophora therinella - (Zwaluwtongkokermot)
  - Coleophora trifariella - (Bremkokermot)
  - Coleophora trifolii - (Lichte metaalkokermot)
  - Coleophora trigeminella - (Zuidelijke meidoornkokermot)
  - Coleophora trochilella - (Gestreepte bijvoetkokermot)
  - Coleophora vacciniella - (Grote bosbeskokermot)
  - Coleophora versurella - (Bleekgestreepte meldekokermot)
  - Coleophora vestianella - (Zandmeldekokermot)
  - Coleophora vibicella - (Grote goudkokermot)
  - Coleophora violacea - (Witsprietkokermot)
  - Coleophora virgaureae
  - Coleophora vitisella - (Kromme bosbeskokermot)
  - Coleophora zelleriella - (Goudvlerkwilgenkokermot)
- Genus: Goniodoma
  - Goniodoma limoniella - (Keizersgalmot)
- Genus: Metriotes
  - Metriotes lutarea - (Grijze muurkokermot)